# جاك د. فوربس
جاك د. فوربس (بالإنجليزية: Jack D. Forbes)‏ هو كاتب ومؤلف أمريكي، ولد في 7 يناير 1934 في لونغ بيتش في الولايات المتحدة، وتوفي في 23 فبراير 2011 في دافيس في الولايات المتحدة.